# Монастырский мост (Санкт-Петербург)
Монасты́рский мост  — автодорожный железобетонный балочный мост через реку Монастырку в Центральном районе Санкт-Петербурга, соединяет Безымянный и Монастырский острова.

## Расположение
Расположен по оси проспекта Обуховской Обороны. 
Рядом с мостом расположены Александро-Невская Лавра и Никольское кладбище.
Выше по течению находится мост Обуховской Обороны, ниже — 1-й Лаврский мост.
Ближайшие станции метрополитена — «Площадь Александра Невского-1», «Площадь Александра Невского-2».

## Название
Первоначально, с 1828 года, мост именовался Шлиссельбургским по Шлиссельбургскому тракту. В середине 1830-х годов это название перешло на другой мост — через Обводный канал, а мост через Монастырку с 1836 году стал именоваться Александровским, по Александро-Невской лавре, рядом с которой он находится. Однако параллельно возникли еще два названия: Благовещенский (от Благовещенской церкви Александро-Невской лавры, с 1851 по 1887 год), и Тихвинский (от Тихвинского кладбища, с 1857 по 1868 год). Современное название мост получил в 1891 году по Александро-Невскому монастырю и речке Монастырке.

## История

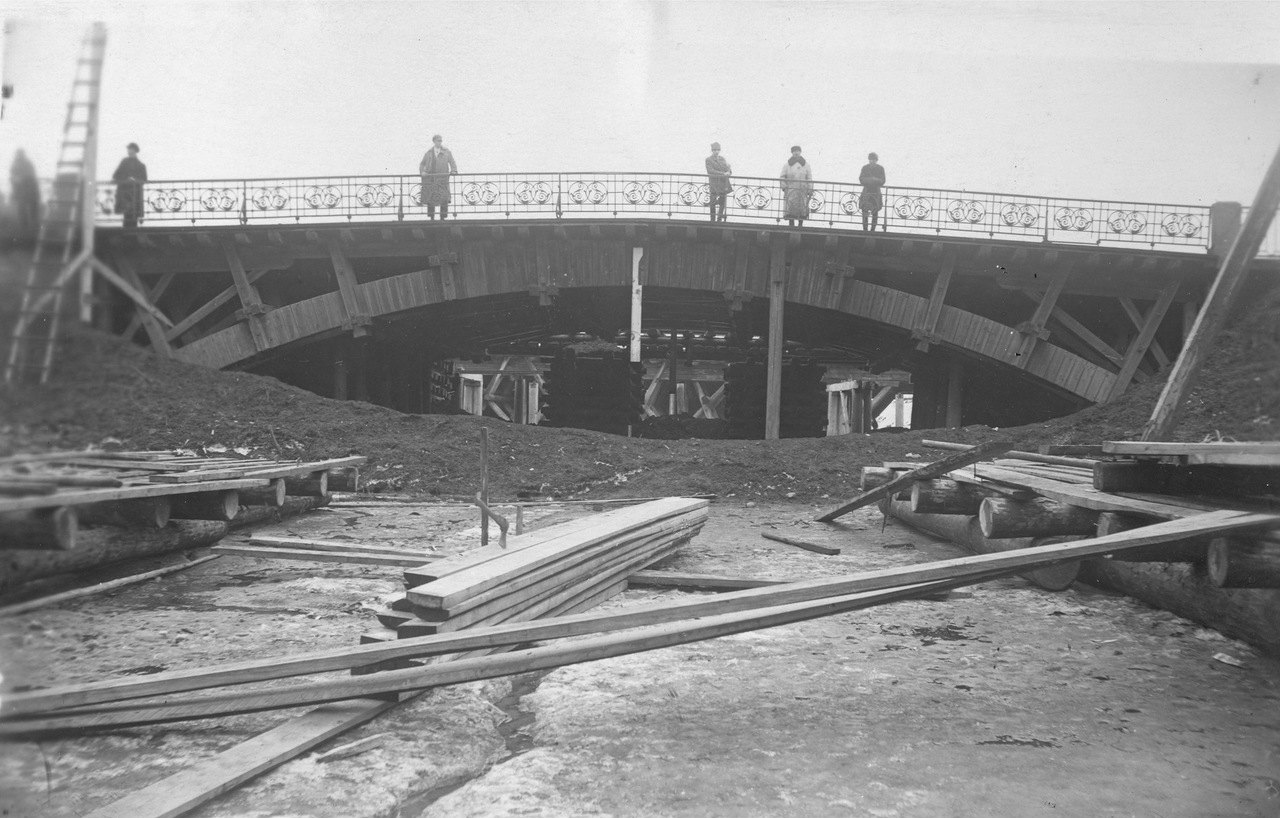
Арочный мост в 1910-х годах

В 1821 году по оси Шлиссельбургской дороги был построен однопролётный деревянный арочный мост с каменными устоями, облицованными гранитом. Во второй половине XIX века мост находился в ведении Министерства путей сообщения. В 1885 году Петербургским округом путей сообщения мост был передан Городской управе. В 1887 году по проекту и под наблюдением инженера М. Ф. Андерсина мост капитально перестроен. Пролётное строение из дощатых арок было заменено новым, состоящим из 8 дубовых в три бруса арок, также была исправлена облицовка устоев, установлены новые железные перила решётка и перемощена булыжная мостовая на въездах. На мосту был уложен один путь пригородной паровой конки. Длина моста составляла 39,5 м, ширина — 11,7 м. К 1914 году деревянные арки пролётного строения пришли в ветхость и при прокладке по мосту трамвайного пути были подкреплены вспомогательными деревянными опорами. 
В 1926—1927 годах мост был заменён однопролётным арочным железобетонным мостом со сплошным железобетонным сводом. Авторы проекта — инженеры В. Д. Васильев и О. Е. Бугаева. Пролётное строение состояло из 10 железобетонных арок, проезжая часть опиралась на арки посредством железобетонных колонн. Ширина арок проезжей части была 1,1 м, тротуарных — 0,7 м. Устои моста были бетонные, на свайных основаниях. Общая ширина моста составляла 25,28 м, длина моста — 34,85 м.
В 1961—1964 годах, в связи со строительством моста Александра Невского и перепланировкой предмостовой территории, старый Монастырский мост был разобран и несколько ниже по течению реки Монастырки сооружен новый мост. Авторы проекта – инженер А. Д. Гутцайт и архитектор Л. А. Носков.

## Конструкция
Мост однопролётный железобетонный, балочный. Пролётное строение состоит из типовых двутавровых балок постоянной высоты из преднапряжённого железобетона, объединённых между собой поперечными диафрагмами. Устои из монолитного железобетона на свайном основании, облицованы гранитом. Общая длина моста составляет 34,2 (39,9) м, ширина — 34,7 м. 
Мост предназначен для движения автотранспорта и пешеходов. Проезжая часть моста включает в себя 7 полос для движения автотранспорта. С низовой стороны моста устроен тротуар. Покрытие проезжей части и тротуара — асфальтобетон. На мосту установлено металлическое перильное ограждение простого рисунка, завершающееся на устоях гранитными тумбами. К устоям примыкает низкая железобетонная подпорная стенка с откосом.